# Gösta Bergström (jurist)
Gösta Bergström, född den 26 maj 1907 i Jokkmokks församling, Norrbottens län, död den 4 oktober 1974 i Umeå, var en svensk jurist.
Bergström avlade studentexamen i Uppsala 1925 och juris kandidatexamen vid Uppsala universitet 1931, varefter han genomförde tingstjänstgöring i Västra Värends domsaga. Han blev fiskal i Göta hovrätt 1935, adjungerad ledamot där 1940, assessor 1942, extra ordinarie tingsdomare i Östbo och Västbo domsaga 1943–1946, tillförordnad revisionssekreterare 1946, hovrättsråd i Göta hovrätt 1947 och häradshövding i Västerbottens mellersta domsaga sistnämnda år samt därjämte auditör vid Västerbottens regemente, Norrlands dragonregemente och Umeå-Storumans försvarsområde 1949. Bergström blev riddare av Nordstjärneorden 1950 och kommendör av samma orden 1965.